# 疑真巨口魚
疑真巨口魚（学名：Eustomias dubius）为輻鰭魚綱巨口鱼目巨口鱼科的其中一種。分布於西大西洋區的巴哈馬群島及百慕達群島海域，為深海魚類，棲息深度0-1500公尺，體長可達13.1公分。

## 扩展阅读
維基物種上的相關：疑真巨口魚